# Jaltocán
Esta página se refiere a una localidad. Para el municipio homónimo véase Municipio de Jaltocán
Jaltocán es una localidad mexicana, cabecera del municipio de Jaltocán en el estado de Hidalgo.

## Geografía
Se encuentra en la región geográfica de la Huasteca hidalguense; a la localidad le corresponden las coordenadas geográficas 21°7′59.275″ de latitud norte y 98°32′17.966″ de longitud oeste, con una altitud de 199 m s. n. m. Cuenta con un clima semicálido húmedo con lluvias todo el año; registrando una temperatura media anual de 23 °C y una precipitación pluvial de 1750 milímetros por año.
En cuanto a fisiografía se encuentra en la provincia de la Sierra Madre Oriental, dentro de la subprovincia de Carso Huasteco; su terreno es de sierra. En lo que respecta a la hidrología se encuentra posicionado en la región del Pánuco, dentro de la cuenca del río Moctezuma, y en las subcuenca del río Tempoal.

## Demografía
De acuerdo con el Censo de Población y Vivienda 2020 del INEGI; la localidad tiene una población de 5919 habitantes, lo que representa el 56.25 % de la población municipal. De los cuales 2787 son hombres y 3132 son mujeres; con una relación de 88.98 hombres por 100 mujeres.
Las personas que hablan alguna lengua indígena, es de 4429 personas, alrededor del 74.83 % de la población de la ciudad. En la ciudad hay 49 personas que se consideran afromexicanos o afrodescendientes, alrededor de 0.83 % de la población de la ciudad.
De acuerdo con datos del censo INEGI 2020, unas 5556 declaran practicar la religión católica; unas 203 personas declararon profesar una religión protestante o cristiano evangélico; 4 personas declararon otra religión; y unas 150 personas que declararon no tener religión o no estar adscritas en alguna.
| Gráfica de evolución demográfica de Jaltocán entre 1921 y 2020 |
|                                                                |
| Población registrada por los censos y conteos del INEGI.       |